# 月山日和城
月山日和城（がっさんひわじょう）は、宮崎県都城市高城町にあった日本の城（山城）。別名兼重本城・高城。

## 概要
月山日和城は別名を「高城」ともいう。日向国内には他に新納院・高城と、穆佐院・高城（別称を穆佐城）があり、「日向三高城」と呼ばれた。
この城は、今から650余年前、肝付兼重が築いたもので、「三俣院兼重本城」が始まりといわれている。「三俣院兼重本城」の場所には諸説あり、高城町石山の「三俣城」を肝付兼重の城とする説もある。
兼重は、この城に、南朝方から受けた錦の御旗をひるがえし、北朝方の畠山軍と戦い、孤軍奮闘したが、延元4年（1339年）8月、力尽きて落城、兼重は高山（こうやま）へ退いた。
その後は、日向国守護職の畠山直顕のものとなり、その頃に高城（たかじょう）、および月山日和城とも称されるようになった。畠山氏のあと和田氏の居城となり、さらに島津氏の領となったが、明応4年（1495年）伊東氏との飫肥・三俣の交換によって、伊東氏の物となった。
都城の北郷忠相は、47年の長い間をかけ、伊東氏を追い払い、ここを居城とした。戦国時代の終わりには、伊集院氏の領有となり、庄内の乱では、この城下で激戦が繰り返された。
乱後は、また北郷氏の物となったが、元和元年（1615年）一国一城令によって、戦火を重ねたこの城も廃城となった。
南北朝の争乱から、戦国時代を経て、庄内の乱まで約260年間、三俣千町といわれた美田の要地として戦火に包まれた歴史を持つ、全国にも例の少ない山城である。
現在の城の構えは、戦国時代に完成されたものとされ、後方のシラス台地から突出した要害の地に、空堀に仕切られた池の城・内の城・真城・本城・中の城・樽原・取添の7つの曲輪からなり、約4ヘクタールの広さを持つ。
伊東八外城の時代には、ここを中心本城として、山之口城、松尾城、梶山城、勝岡城、小山城、野々美谷城、下ノ城を支城として、扇形の雄大な構えであった。
昭和10年（1935年）の陸軍特別大演習には、野外統監部となり、昭和天皇がここに立ち、演習をご覧になった。
昭和14年(1939年)、中川一政、尾崎士郎らとともに宮崎県に招待された井伏鱒二は、ここ月山日和城を案内され「月山日和城」という作品を残した。

## 月山日和城を舞台にした作品
井伏鱒二　「月山日和城」

## 現在の復元天守
現在は「池の城」の空堀部分に高城郷土資料館が建てられている。

## 参考資料
1. ↑  月山日和城址(がっさんひわじょうし)